# Palazzo Branda Castiglioni
Palazzo Branda Castiglioni a Castiglione Olona fu la residenza del cardinale Branda Castiglioni, da cui prende il nome.

## Storia e descrizione
L'edificio fu proprietà del Cardinal Branda Castiglioni che dal XV secolo trasformò l'intero borgo di Castiglione  nel primo esempio di "Città ideale dell'Umanesimo". Il palazzo è affrescato da opere realizzate da importanti artisti dell'epoca quali Masolino da Panicale e Lorenzo di Pietro detto Il Vecchietta.
In seguito all'acquisizione dall'ultimo discendente del Casato, conte Ludovico Castiglioni (Milano, 1921 - Castiglione Olona, 2000), avvenuta all'incirca negli anni Ottanta del Novecento da parte del Comune di Castiglione Olona, l'abitazione privata venne trasformata in museo civico.
L'edificio venne costruito tra il XIV e il XV secolo ed è costituito da due corpi, il primo del XIV secolo e il secondo dei primi decenni del XV secolo. Tuttavia il palazzo ha subito nel corso degli anni una serie di interventi che ne hanno modificato la struttura originaria.
All'interno il cardinale fece affrescare una serie di pitture, fra i quali si ricorda in particolare quelle di Masolino da Panicale, con il Paesaggio ungherese, a memoria della cittadina ungherese di Veszprém, di cui era Conte il Branda.
Sono presenti anche numerosi affreschi di Lorenzo di Pietro detto il Vecchietta realizzati tra il 1437 e il 1439, tra cui la Cappella cardinalizia di San Martino, riscoperta solo nel 1982. In essa sono raffigurati, sulle vele della volta, i quattro Evangelisti, e il Padre eterno in gloria d'angeli, sulla parete di fondo una Crocifissione, vari busti di profeti e due lunette affollate di figure di Sante vergini guidate da S. Orsola e Santi pastori, monaci e anacoreti.
Altri affreschi abbellivano la loggia che, secondo la tradizione umanistica, raffiguravano uomini e donne illustri del tempo tra cui l'imperatore Sigismondo e lo stesso cardinale, oggi molto degradati. Ben conservata è una rara natura morta con vasi.
La grande Camera del Cardinale fu completamente affrescata nel 1423 da un Maestro di scuola lombarda. É poi presente la Sala della Quadreria dove alle pareti possiamo trovare numerosi ritratti della famiglia Castiglioni, tra i quali si annoverano Papa Celestino IV, Papa Pio VIII e innumerevoli uomini di legge e di cultura, fra cui Baldassarre Castiglione.
La parete finale della sala è impreziosita da un imponente camino maritale di epoca rinascimentale.
Con l'estinzione del casato dei Castiglioni il Palazzo divenne di proprietà municipale nel 2004.

## Il Borgo
Il centro storico di Castiglione Olona, non molto lontano dalla città di Varese, è raccolto in una piccola vallata in prossimità del fiume Olona, contornato da un'antica cinta muraria risalente al passaggio dei Longobardi nel paese. Le vie del centro portano a raggiungere Piazza Garibaldi, punto di raccordo delle vie principali del Borgo. Ai vertici della piazza si affacciavano i palazzi delle tre più importanti istituzioni del tempo: la casa del signore, la chiesa e il tribunale. Soltanto quest'ultimo ha perso oggi la sua originaria funzione.

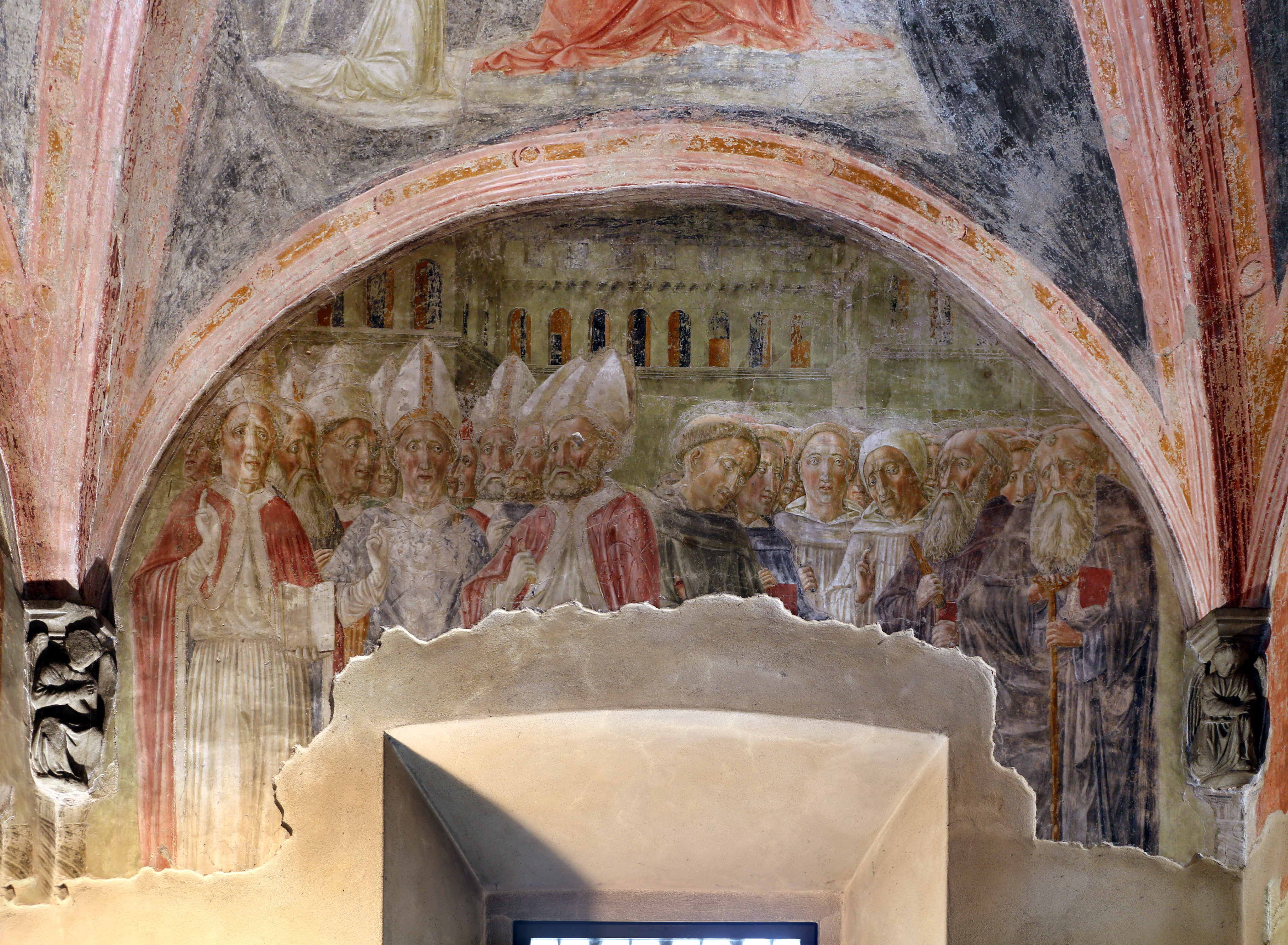
Vecchietta, cappella di san martino, 1435-39 ca., santi pastori, monaci e anacoreti
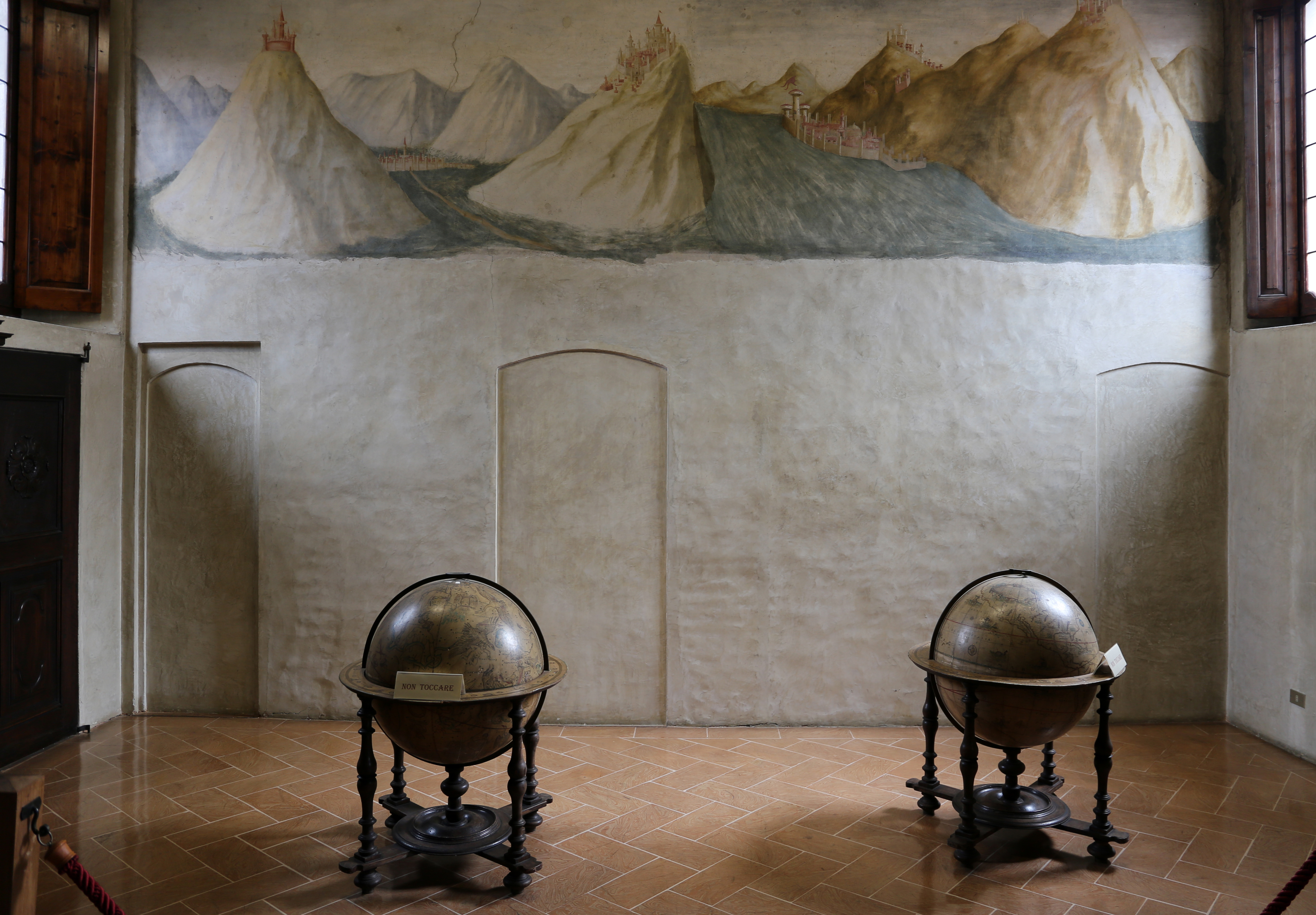
Paesaggio ungherese (dettaglio), affreschi di Masolino da Panicale
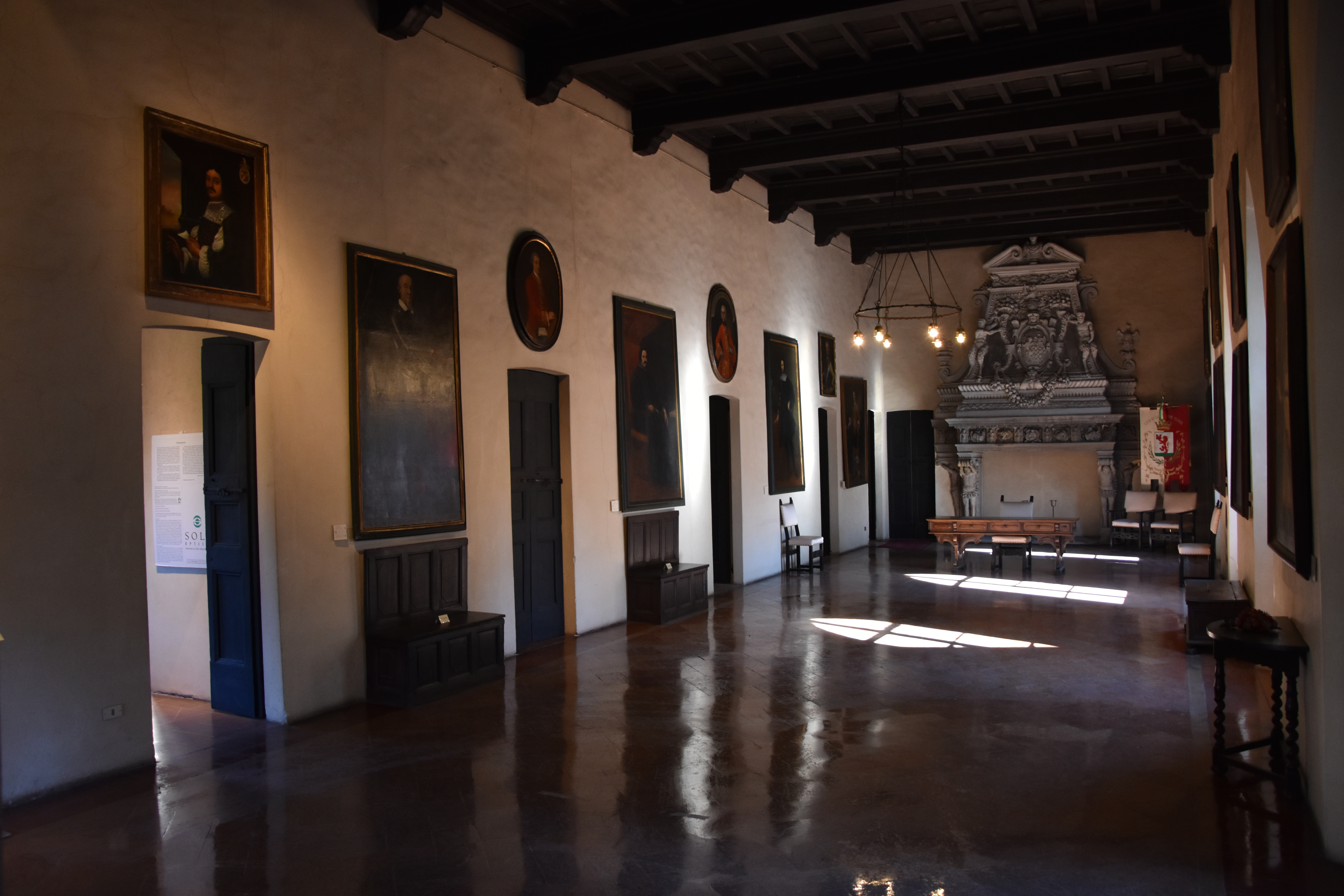
Sala della Quadreria

Veduta del Palazzo da Piazza G. Garibaldi
Localizzazione
Stato	Bandiera dell'Italia Italia
Regione	Lombardia
Località	Castiglione Olona
Indirizzo	Piazza Giuseppe Garibaldi 1, 21043 Castiglione Olona
Coordinate	45°45′20.56″N 8°51′57.64″E
Coordinate: 45°45′20.56″N 8°51′57.64″E
Informazioni generali
Condizioni	In uso
Costruzione	XIV - XV secolo
Stile	rinascimentale
Realizzazione
Proprietario	Comune di Castiglione Olona
Committente	Cardinale Branda Castiglioni
Modifica dati su Wikidata · Manuale
Palazzo Branda
Ubicazione
Stato	Bandiera dell'Italia Italia
Località	Castiglione Olona
Indirizzo	Piazza Giuseppe Garibaldi 1, 21043 Castiglione Olona
Caratteristiche
Tipo	pittura rinascimentale italiana
Proprietà	Castiglione Olona
Visitatori	3 122 (2021)
Modifica dati su Wikidata · Manuale
Palazzo Branda Castiglioni a Castiglione Olona fu la residenza del cardinale Branda Castiglioni, da cui prende il nome.